# Orthotrichum crispulum
Orthotrichum crispulum là một loài rêu trong họ Orthotrichaceae. Loài này được (Bruch) Hornsch. ex B.S.G. mô tả khoa học đầu tiên năm 1837.